# Gerda von Bülow
Gerda Carola Frederikke von Bülow (23. september 1904 på Frederiksberg – 4. maj 1990 i Lyngby) var en dansk violinist og musikpædagog.
Gerda von Bülow var egentlig tysk baronesse, men hendes evner og interesser lå andre steder end hvad man almindeligvis forventede af en pige med den status. Hendes ambitioner gik snarere i retning af møbelsnedkeri og violinspil.
Efter faderens død vendte Gerda von Bülow sammen med sin danske mor og sine søstre tilbage til Danmark, hvor hun kom i violinskole hos sin senere ægtefælle, violonisten Gerhard Rafn, samt hos Emil Telmányi. Hun debuterede 1929 med Max Bruchs violinkoncert i Tivolis Koncertsal.
Hun fandt dog koncertlivet for hårdt, hvorfor hun i stedet satsede på musikpædagogik. 1932 tog hun musikpædagogisk eksamen med violin som hovedfag, og året efter aflagde hun eksamen i hørelærepædagogik.
Hun var selv en flittig foredrags- og kursusholder inden for violinpædagogikken og udgav to bøger i forbindelse hermed.
Gerda von Bülow var en pioner indenfor musikpædagogik og var via Dansk Musikpædagogisk Forening initiativtager til flere skandinaviske musikpædagogiske kongresser. Hun var også formand for Danmarks Hørelæreforening 1952-1967, og hun stiftede Forbundet for RMO og var dets formand 1970-1978. 
I 1961 stiftede Gerda von Bülow Nordisk Rytmik, et seminarium for uddannelse af rytmikpædagoger med hjemsted i hendes hus i Lyngby. Desuden holdt hun et utal af rytmikkurser i hele Skandinavien. Denne udstrakte aktivitet var kun mulig, fordi hun i hjemmelivet havde stor praktisk opbakning af sin mand, der virkede som lærer.
Gerda von Bülows barnløse ægteskab med Gerhard Rafn opløstes 1929 – samme år hun debuterede på koncertscenen. Hendes andet ægteskab (1945) med Verner Oluf Mogensen bragte 1946 sønnen Gert, den senere fremtrædende danske cellist. 

## Modtagne priser
- 1969 Danske Arkitekters Landsforbund (om udvikling af børns muligheder for at opleve rum og form)
- 1980 Københavns Amts Kulturpris
- 1983 Samrådet for Musikundervisning (vedrørte samspillet mellem skolernes obligatoriske musikundervisning og den, der gives i fritiden)

## Bogudgivelser
- 1945 Violinskole (sammen med Christy Bentzon)
- 1946 Moderne Violinteknik og dens systematiske Opbygning
- 1971 Børn, rum, form. Opgaven, som udløste med prisen fra Danske Arkitekters Landsforbund